# Meketaton
Meketaton byla egyptská princezna z 18. dynastie. Její jméno lze přeložit jako „Uzři Atona“ nebo „Chráněná Atonem“. Byla druhou ze šesti dcer faraona Achnatona a jeho velké královské manželky Nefertiti, tento pár neměl žádné syny. Pravděpodobně se narodila ve 4. roce Achnatonovy vlády, většinou se udává rok 1348 př. n. l. a město Veset. Často byla v prvních dvou třetinách otcovy vlády vyobrazována se svými sestrami jak doprovází své královské rodiče. O této princezně je známo jen málo.

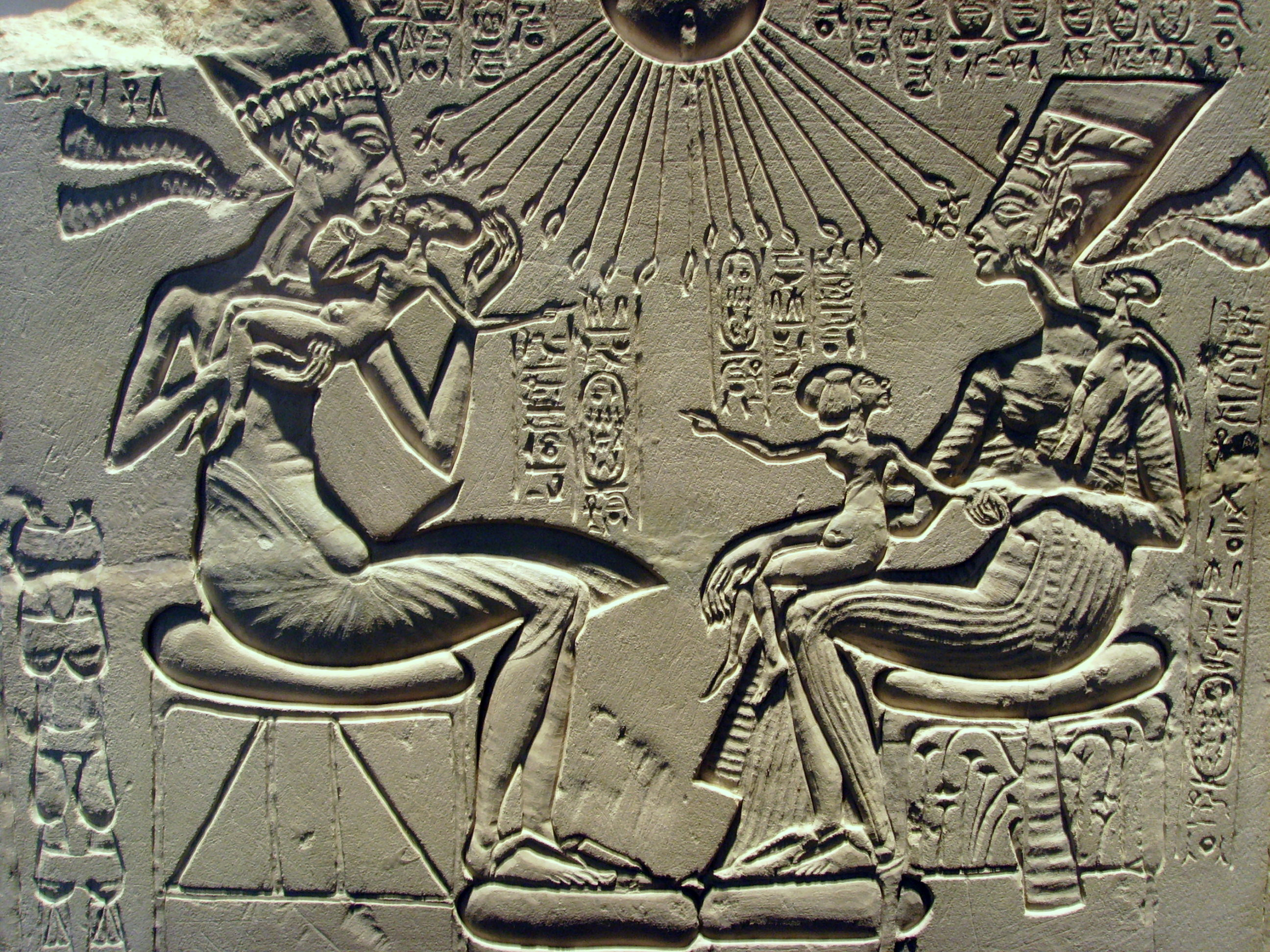
Stéla zobrazující Achnatona, jeho ženu Nefertiti a jednu z jejich dcer, pravděpodobně princeznu Meketaton

## Rodina
Meketaten byla druhá dcera královského páru Achnatona a Nefertiti. Měla starší sestru jménem Meritaton a čtyři mladší sestry: Anchesenamon, Neferneferuaton Tasherit, Neferneferure a Setepenre. Jejím nevlastním bratrem byl Tutanchamon. Z otcovy strany byli její prarodiče Amenhotep III. a Teje, z matčiny strany Aj II. a Iuy.

## Život
Předpokládá se, že se Meketaton narodila před nebo ve 4. roce Achnatonovy vlády ve Vesetu. Nejstarší vyobrazení princezny je na zdech chrámu Hut-Benben v Thébách, který byl věnován její matce Nefertiti. Meketaten se tam objevuje se svou starší sestrou Meritaton.
Když byla ještě malé dítě, rodina se přestěhovala do nového hlavního města Amarna, které nechal Achnaton vybudovat, aby tam uctíval boha Atona. Princezna je vyobrazena v několika šlechtických hrobkách v Amarně, včetně hrobky Aje II.. V hrobce svého dědečka je vyobrazena jak drží jednou rukou podnos s dary a druhou rukou se drží své matky. Další památky, které ji zachycují jsou například stéla z Heliopolisu a deska z Faymonu.
V několika amarnských hrobkách, například hrobce úředníka Huye a velekněze Meryra II., je zachycen výjev ze slavností 12. výročí vlády faraona Achnatona, který dokazuje přítomnost princezny Mekataton a jejích sester na slavnostech během udílení poct.

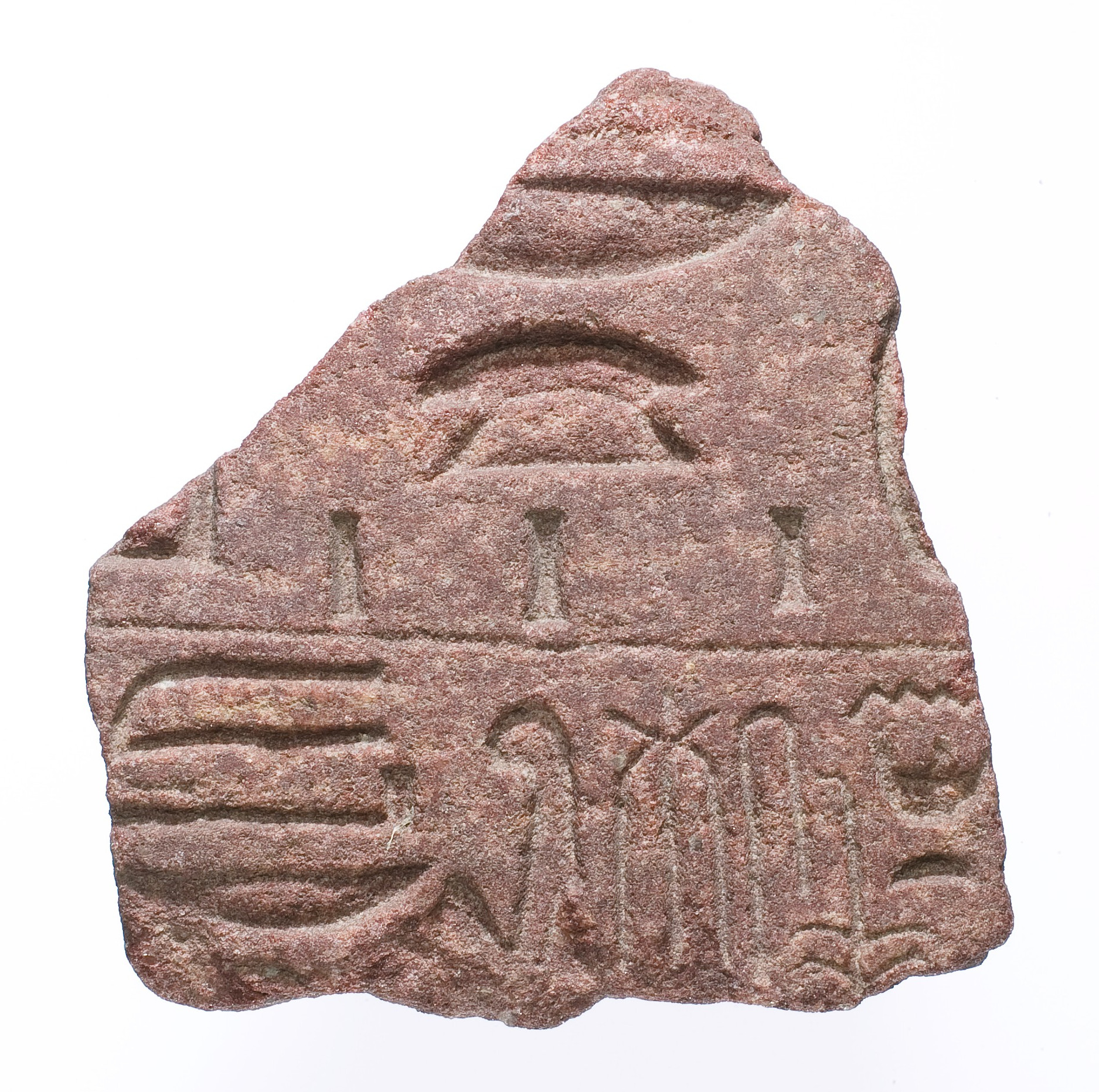
Fragment se jmény Achantona a Meketatony

## Smrt
Meketaten zemřela přibližně ve 14. roce panování Achnatona, tedy v roce 1338 př. n. l., v Amarně. Je velmi pravděpodobné, že v Egyptě došlo mezi 12. a 15. rokem Achnatonovy vlády k morové epidemii; mnoho členů královské rodiny přestalo být po tomto období zmiňováno a předpokládá se, že zemřeli, mezi těmito členy rodiny byla například Achnatonova matka královna Teje, Achnatonova druhá manželka a matka budoucího faraona Tutanchamona královna Kija, Meketaton a dvě nejmladší princezny Neferneferure a Setepenre.
V její hrobce (královská skalní hrobka č. 26 ve Vádí Abú Hasá el-Bahrí poblíž Amarny) je obraz, kde stojí princezna pod baldachýnem a před ní stojí v davu její rodiče a sestry. Baldachýny byly ve starém Egyptě spojovány s porodem, zároveň ale také byly často zobrazovány v hrobkách jako symboly pro znovuzrození. V hlavní pohřební komoře je obraz, na němž nad zesnulou princeznou ležící na úmrtním loži truchlí její rodiče Achnaton a Nefertiti; ti se sklánějí nad tělem mladé ženy, pláčou a drží jeden druhého za ruku. Na obraze je také zobrazena žena chovající malé dítě. Krom jednoho hieroglifického nápisu se jménem princezny byly ostatní jména zničena a egyptologové se původně domnívali, že dítě je potomek samotné princezny Meketaton, která podle nich zemřela při porodu. Za otce dítěte považovali samotného Achnatona, ostatně incest nebyl v dobách starověkého Egypta ničím neobvyklým. Na základě pozdějších výzkumů se ovšem má spíše za to, že dítě je symbolem duše Ka princezny Meketaton a jejího znovuzrození v posmrtném životě, případně že je dítě její nevlastní bratr Tutanchamon, kterého chová jeho matka Kija. Příčina Meketatoniny smrti není jasná, každopádně zemřela předčasně, nejspíše ještě v prepubertálním věku.
V hrobce byly také nalezeny fragmenty jejího sarkofágu. Nápisy zmiňují její rodiče Achnatona a Nefertiti, její sestru Anchesenamon a její pradodiče Amenhotepa III. a královnu Teji.

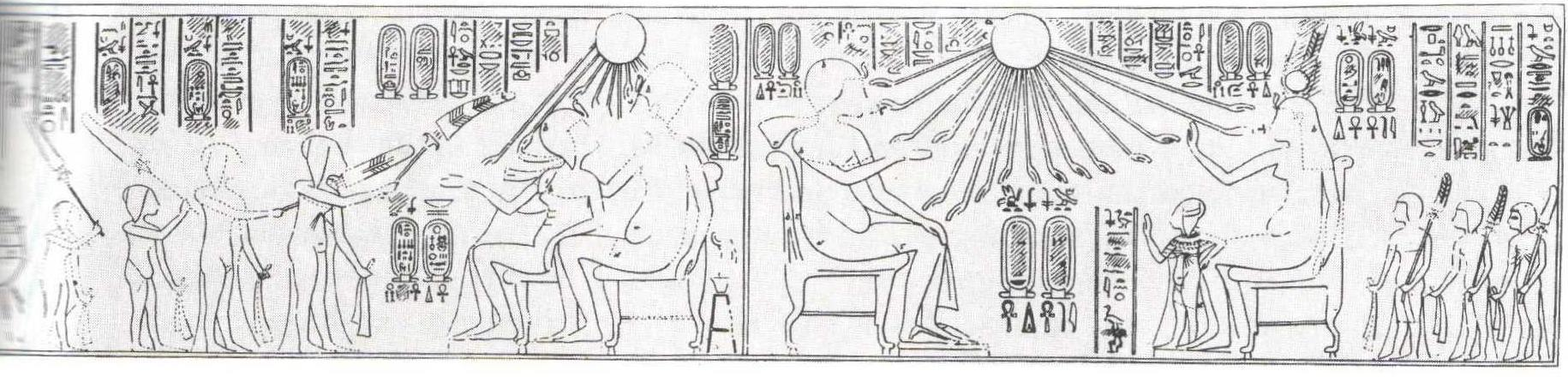
Rodina Achnatona a Amenhotepa III. Vlevo: Achnaton, Nefertiti a jejich dcery Meritaton, Meketaton, Ankhesenpaaton a Neferneferuaton. Vpravo: Amenhotep III, Teje a jejich podlední dítě Beketaton.

## Mumie
V roce 1999 se v Rusku objevila zpráva o nalezení mumie princezny Meketaton. Zprávu publikoval v moskevském měsíčníku Obchodní věštník šéfredaktor Bronislav Gorb, článek nesl název Dcera Nefertiti – princezna Meketaton má bydliště v Rusku ve Městě nevěst a vyvolal zahraniční zájem. Mumie asi 20 let staré ženy měřící 152 centimetrů, kterou v roce 1913 zakoupil v Káhiře student kyjevské univerzity Alexandr Levin pro ruského továrníka a sběratele starožitností Dmitrije Gennadieviče Burylina, byla následně prozkoumána egyptology a bylo rozhodnuto, že se o princeznu Meketaton nejedná. Podle expertů byla zkoumaná mumie mnohem mladší, pocházela z konce Pozdní doby, nebo Ptolemaiovské dynastie. Zároveň se egyptologové domnívají, že skutečnou mumii princezny Meketaton se nepodaří nikdy objevit, je totiž pravděpodobné, že byla stejně jako mumie jejího otce záměrně poškozena na konci amarnského období.